# Aletris glandulifera
Aletris glandulifera är en enhjärtbladig växtart som beskrevs av Louis Édouard Bureau och Adrien René Franchet. Aletris glandulifera ingår i släktet Aletris och familjen myrliljeväxter. Inga underarter finns listade i Catalogue of Life.